# Сингх, Джогиндер
Джогиндер Сингх (англ. Joginder Singh, 3 августа 1940, Дели, Британская Индия — 6 ноября 2002, Калькутта, Индия) — индийский хоккеист (хоккей на траве), нападающий. Олимпийский чемпион 1964 года, серебряный призёр летних Олимпийских игр 1960 года.

## Биография
Джогиндер Сингх родился 3 августа 1940 года в индийском городе Дели.
Играл в хоккей на траве за Индийские железные дороги.
Дебютировал в сборной Индии по хоккею на траве в 1959 году в матче против Кении.
В 1960 году вошёл в состав сборной Индии по хоккею на траве на Олимпийских играх в Риме и завоевал серебряную медаль. Играл на позиции нападающего, провёл 6 матчей, мячей (по имеющимся данным) не забивал.
В 1962 году в составе сборной Индии по хоккею на траве завоевал серебряную медаль на летних Азиатских играх в Джакарте.
В 1964 году вошёл в состав сборной Индии по хоккею на траве на Олимпийских играх в Токио и завоевал золотую медаль. Играл на позиции нападающего, провёл 9 матчей, мячей не забивал.
В 1967 году удостоен правительственной награды «Падма Шри».
По окончании карьеры поселился в Калькутте, где работал спортивным руководителем на Бенгальско-Нагпурской железной дороге (позже Юго-Восточная железная дорога).
Умер 6 ноября 2002 года в Калькутте после продолжительной болезни почек.